# ثيودور ماكي
ثيودور ماكي (بالإنجليزية: Theodore McKee)‏ هو قاضي أمريكي، ولد في 5 يونيو 1947 في روتشستر في الولايات المتحدة.

## وصلات خارجية
- ثيودور ماكي على موقع إن إن دي بي (الإنجليزية)